# NetBurst
A microarquitetura Intel NetBurst, chamada internamente de P68, foi a sucessora da microarquitetura Intel P6 na família de processadores x86 fabricados pela companhia. Os primeiros a usar esta arquitetura tinham o núcleo Willamette, lançado em novembro de 2000. Estes foram os primeiros processadores Pentium 4, e todos as variações posteriores do Pentium 4 e do Pentium D foram baseados no NetBurst. Em meados de 2001, a Intel lançou o núcleo Foster, também baseado no NetBurst, para a linha Xeon. Algumas versões do Celeron, inclusive o Celeron D, também usavam essa arquitetura.